# アエリウス・ドナトゥス
アエリウス・ドナトゥス（羅: Aelius Donatus, 4世紀中ごろに活動）は、古代ローマの文法学者、修辞学教師。その生涯に関して知られていることは、聖ヒエロニムスの家庭教師をしていたことだけである。
彼は数多くの専門書を執筆しており、そのうちいくつかは現存している。
- 劇作家テレンティウスに対する注釈が部分的・不完全な形で他の著者の注釈書に掲載されているが、元の形をとどめてはいないと考えられている;
- 彼の『ウェルギリウスの生涯』はスエトニウスの『生涯』を元にして、ウェルギリウスの著作に対する注釈のはしがき・序文とともに書いたと考えられている。内容が非常に充実したヴァージョンのセルウィウスによる注釈書が現存しているが、これはドナトゥスの書いたとされるウェルギリウスに対する注釈からの抜粋を多分に含んでいる。
- 彼の『文法学』(羅:Ars grammatica)は、中でも特に八種類の品詞に関する部分は、カリシウスやディオメデスといった文法学者が使ったのと同じ出典をもとにしており独創性が低いと言われているものの、教科書として人気を博した。そのため中世にはドナトゥスがエポニムとなって文法学に限らずあらゆる種類の初歩的な論文が「ドネット」と呼ばれるようになった。15世紀になって印刷されるようになると、本書は何度も増刷を重ねた。(活字が発明される前の)木版の形では本書は唯一の純粋な原典的作品であった。

ドナトゥスは約物の体系の初期の唱道者であった。彼が使う約物には長い間を表すために高い位置に三つ続けて書かれる点、近現代のコンマ、コロン、ピリオドと大まかには同じものが含まれていた。彼の使った体系は7世紀まで存続したが、イシドールスのより洗練された体系に取って代わられた。。
ドナトゥスはそれによって劇が三つの部分、つまりプロタシス、エピタシス、カタスタシスに分けられるような体系を発明した。
アエリウス・ドナトゥスをティベリウス・クラウディウス・ドナトゥスと混同しないように注意。後者は『アエネーイス』に対する注釈書を著した50年ほど後の時代の人物である。

## 書誌情報
- A. Schönberger: Die Ars minor des Aelius Donatus: lateinischer Text und kommentierte deutsche Übersetzung einer antiken Elementargrammatik aus dem 4. Jahrhundert nach Christus. Valentia, Frankfurt am Main 2008, ISBN 978-3-936132-31-1.
- A. Schönberger: Die Ars maior des Aelius Donatus: lateinischer Text und kommentierte deutsche Übersetzung einer antiken Lateingrammatik des 4. Jahrhunderts für den fortgeschrittenen Anfängeruntericht, Frankfurt am Main: Valentia, 2009, ISBN 978-3-936132-32-8.